# Чура Нарыков
Чура́ Нары́ков (тат. Чура Наррәң улы , ﻧﺎﺭﻙ ,ﻧﺎﺭﺭﯓ, нар рәнкле — краснолицый, Чура батыр, крым. Çora batır, каз. Шора Нәрікұлы, Шора батыр, ум. июль 1546, Казань) — государственный деятель Казанского ханства, полководец, карачи-бек. Входил в число высшей знати Казанского ханства. Согласно русским источникам, которые подтверждаются и устными преданиями «шежере» отца Чуры звали Нарык или Нарренк.
У имени «Нарренг» («Наррәң») в разных версиях дастана есть созвучные имена «Наррәңк», «Нарәк», «Нарик», «Нарык», «Нарыкбай». Даже в самом татарском тексте имя данного персонажа встречается в форме «Нарәң» («Наренг»), «Наррәң» (Нарренг") или «Нарран», «Нарәк» («Нарек»). Использование всех этих форм может быть результатом смешения написания букв ﯓ [Ң] и мягкого ﻙ [К] при написании на татарском языке на арабской графике.

## Биография
В эпосе «Чура батыр» говорится, что Чура Нарыков происходит из рода Тама, что, по мнению Д. М. Исхакова, является отражением клановой идентичности со стороны матери, а сам же исторический деятель происходит из рода Аргын (по отцовской линии) и рода Тама (по материнской линии). Первый раз упоминается в числе трёх послов Сафа-Гирей хана в Москву в марте 1526 г. В 1536 году во главе большого татарского войска разорил земли Галичского уезда. Далее Чура Нарыков 20 сентября 1539 года отмечается среди тех, кто захватил Жиланский городок, скорее всего, в составе войск хана Сафа-Гирея, совершавшего поход к городу Мурому и опустошившего нижегородские места. Кроме того, он же во главе восьмитысячного войска из татар, черемис и чувашей в феврале-марте 1540 года опустошил костромские места. Затем зимой 1544-45 годов на владимирские места приходил отряд казанских людей во главе с Амонаком, «князем казанским» и Чурой Нарыковым.
29 июля 1545 года в Москву пришло послание от него и князя Кадыша, с просьбой прислать войско. Писавшие обещали выдать русским «царя и крымцев тридцати человек». 17 января 1546 года в Москву пришла грамота от имени Абеюрган сеита, князя Кадыша и Чуры Нарыкова с приглашением на казанский престол хана Шах-Али.
В январе 1546 года принимал участие в организации дворцового переворота и изгнании Сафа-Гирей хана. Совместно с сеитом Абеюрганом, князьями Кадышем, Булатом Ширином входил в состав временного правительства. В последний раз имя Чуры Нарыкова появляется в Патриаршей (Никоновской) летописи 20 сентября 1546 года: приехавшие служить к Ивану IV знатные татары, в числе которых находились и «Чюрины братья Нарыкова», привезли весть о том, что «царь въ Казани побилъ Чюру-князя Нарыкова, Баубека-князя, Кадыша-князя и иных многыхъ…».
Интересные данные о смерти князя Чуры Нарыкова содержатся в Казанской истории. Там говорится что, после возвращения Сафа-Гирея в Казань помог Шах-Али хану бежать из Казани. При попытке покинуть Казань "«зъ жёнами своими изъ детми съ нимъ же 500 служащихъ рабъ его, во оружіяхъ одеянны, всехъ ратникъ съ нимъ 1.000, и присталыхъ къ нему со всемъ богатествомъ князеи, зъ жёнами и зъ детми» был рагромлен посланным в погоню войском. Превосходящие силы разбили отряд Чюры и перебили всех. «И убиша храброго своего воеводу Чюру Нарыковича и с сыномъ его, и со всеми отроки его…». Разгром отряда был полным. Из тысячи воинов, о которых упоминает летопись, в живых осталось только 76 человек. В Александрово-Невской летописи находим : «Тоя же осени сентября 20 приехали из Казани великому князю служити князи Казанские Кулушъ князь, Тереур, Бурнаш да Чюрины братья Нарыкова, 76 человек. А иных царь в Казани побил…». (ПСРЛ. — Т. 29. — С. 146, 148.)
Является прототипом героя эпоса «Чура батыр».
Имел братьев Ислам мурзу и Аликея мурзу, которые покинули Казань, спасаясь от Сафа-Гирей хана. В сентябре 1546 г. были в Москве, в 1549 г. находились в Ногайской Орде. В 1552 г. участвовали в обороне Казани, Ислам уже с титулом князя.